# František Lydie Gahura

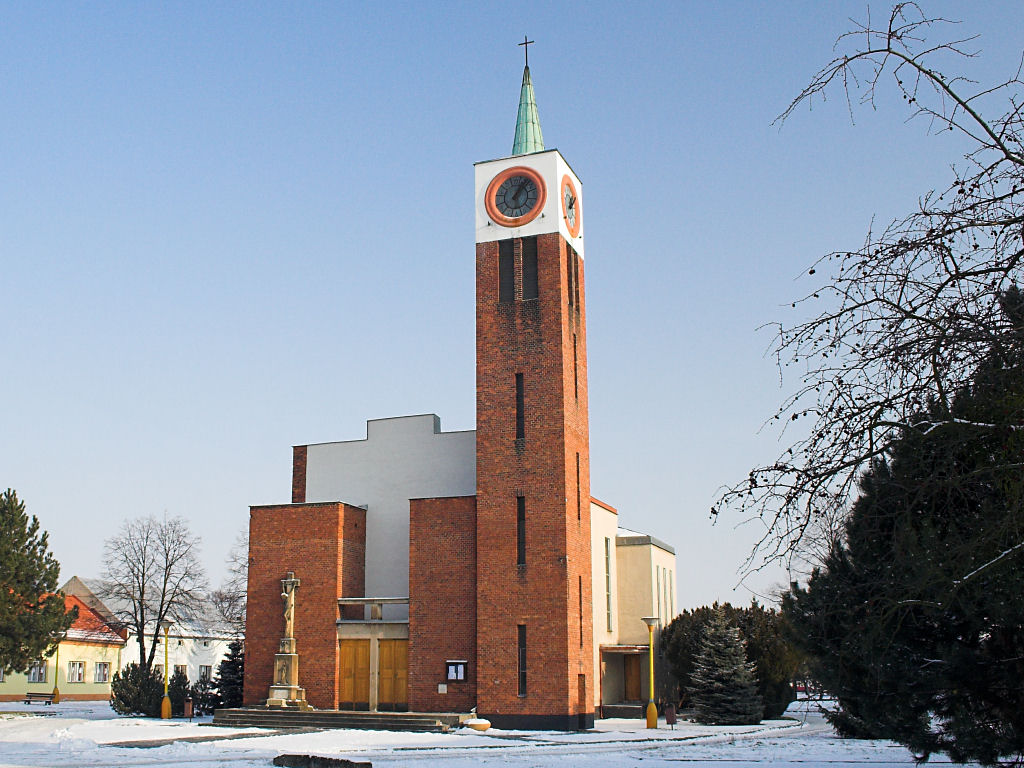
Kirche des hl. Antonius von Padua in Míškovice

František Lydie Gahura (* 10. Oktober 1891 in Kudlov; † 15. September 1958 in Brünn) war ein tschechischer Architekt und bildender Künstler.

## Leben und Wirken
František Gahura erhielt eine Ausbildung als Stuckateur und studierte zunächst von 1910 bis 1914 Bildhauerei an der Kunstschule in Prag. Von 1914 bis 1917 studierte er Architektur bei Josef Plečnik und von 1919 bis 1923 bei Jan Kotěra. In der Folge wurde Gahura Hausarchitekt der Firma Baťa in seiner Heimatstadt Zlín, wo er bis 1946 tätig war.
Gahura kombinierte künstlerische Sensibilität mit den neuen Tendenzen des Rationalismus und Funktionalismus in der Architektur. Ab etwa 1919 – noch sichtlich beeinflusst vom Expressionismus – wandte sich Gahura über Vermittlung von Kotěra den Ideen von Le Corbusier zu und fand in Tomáš Baťa einen idealen Partner und Auftraggeber. Gahuras beste Bauten in Zlín sind gekennzeichnet durch modulare, transparente Skelettbauweise. Weniger überzeugend erscheinen seine schachtelartigen Einfamilienhäuser. Gahuras Porträtskulpturen der Brüder Baťa sind in konventionell realistischer Art gehalten. Gahura legte seine theoretischen Überzeugungen im Buch Estetika architektury (1943) nieder. 
Gahura war zusammen mit Vladimír Karfík (1901–1996) der Begründer der städtischen und architektonischen Tradition von Zlín.
Wegen seiner engen Kontakte zur Unternehmerfamilie Baťa musste Gahura 1946 seine Wirkungsstätte in Zlín verlassen und arbeitete in der Folge in Brünn. Sein Leben wurde durch die Tragik des Verlustes zweier Kinder durch eine Erbkrankheit überschattet. Seine letzte Ruhestätte fand er auf dem Waldfriedhof Zlín.

## Werke (Auswahl)
- Rathaus Zlín, 1920–1923
- Kirche des hl. Antonius von Padua in Míškovice, 1922–1927
- Baťa Krankenhaus, Zlín, 1927–1936 (Mitautor)
- Krankenhaus Zlín, 1927–1930
- Warenhaus Baťa, Zlín, 1929–1932
- Masaryk-Schule Zlín, 1928
- Villa Dr. Sázel, Trenčín, Slowakei 1929–1930
- Waldfriedhof Zlín, 1930–1932
- Großes Kino, Zlín, 1931–1932
- Tomas Bata Gedenkstätte, Zlín, 1933